# 日勒
日勒（法語：Gilles，法語發音：[ʒil] ⓘ）是法国厄尔-卢瓦省的一个市镇，属于德勒区。

## 地理
日勒（48°54'50"N, 1°30'52"E）面积7.26 平方千米，位于法国中央-卢瓦尔河谷大区厄尔-卢瓦省，该省份为法国北部内陆省份，北起顺时针与厄尔省、伊夫林省、埃松省、卢瓦雷省、卢瓦-谢尔省、萨尔特省和奧恩省接壤。
与日勒接壤的市镇（或旧市镇、城区）包括：蒙德勒维尔、诺夫莱特、勒梅尼勒西蒙、拉绍塞迪夫里。

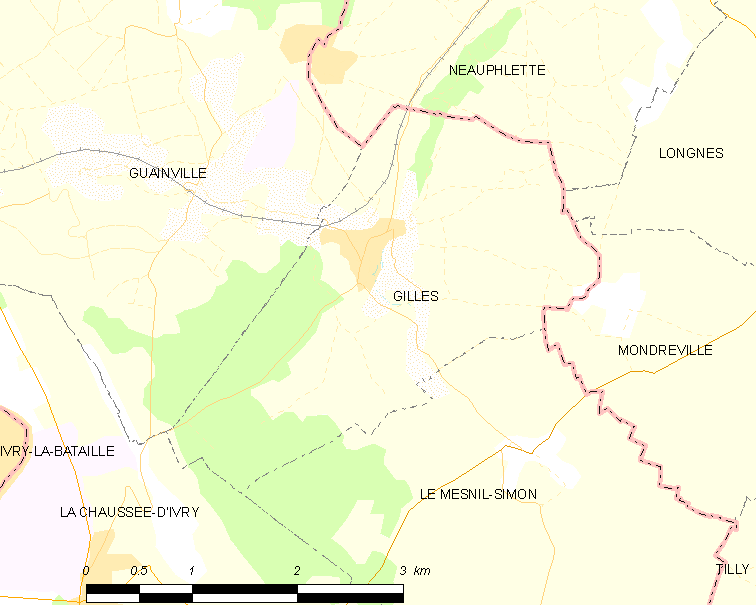
日勒的OSM定位图

日勒的时区为UTC+01:00、UTC+02:00（夏令时）。

## 行政
日勒的邮政编码为28260，INSEE市镇编码为28180。

## 政治
日勒所属的省级选区为阿内特县。

## 人口

1962-2008年间日勒人口变化图示

日勒于2022年1月1日时的人口数量为503人。